# Bridgeport, Ohio
Bridgeport là một làng thuộc quận Belmont, tiểu bang Ohio, Hoa Kỳ. Năm 2010, dân số của làng này là 1831 người.

## Dân số
- Dân số năm 2000: 2186 người.
- Dân số năm 2010: 1831 người.